# Liste der Einträge im National Register of Historic Places im Randolph County (Missouri)

Lage des Randolph County in Missouri

Die Liste der Einträge im National Register of Historic Places im Randolph County in Missouri führt die Bauwerke und historischen Stätten im Randolph County auf, die in das National Register of Historic Places aufgenommen wurden.

## Legende
| NRHP | Historic Place    |
| HD   | Historic District |

## Aktuelle Einträge
| [ 3 ] | Name                                   | Bild                                 | Eintragsdatum        | Lage | Ort     | Beschreibung |
| ----- | -------------------------------------- | ------------------------------------ | -------------------- | --- | ------- | ------------ |
| 1     | Burkholder-O'Keefe House               | Burkholder-O'Keefe House             | 1989 ID-Nr. 89001414 | 605 South 5th Street 39° 24′ 52″ N, 92° 26′ 30″ W                                                                                | Moberly |              |
| 2     | Mitchell Petroglyph Archeological Site |                                      | 1969 ID-Nr. 69000124 | Adresse nicht veröffentlicht | Cairo   |              |
| 3     | Moberly Commercial Historic District   | Moberly Commercial Historic District | 2012 ID-Nr. 12000592 | Abgegrenzt durch West Coates Street, West Rollins Street, North Clark Street und Johnson Street 39° 25′ 11,2″ N, 92° 26′ 26,6″ W | Moberly |              |
| 4     | Moberly Junior High School             | Moberly Junior High School           | 2008 ID-Nr. 07001340 | 101 North Johnson Street 39° 25′ 9″ N, 92° 26′ 37″ W                                                                             | Moberly |              |